# Viaduc de La Rose
 (juillet 2023).
Si vous disposez d'ouvrages ou d'articles de référence ou si vous connaissez des sites web de qualité traitant du thème abordé ici, merci de compléter l'article en donnant les références utiles à sa vérifiabilité et en les liant à la section « Notes et références ».
Le viaduc de La Rose est un viaduc ferroviaire français dans le 13e arrondissement de Marseille. Cet ouvrage d'art ouvert à la circulation commerciale en 1977 est emprunté par la ligne 1 du métro de Marseille au-dessus de la rue des Glycines et de l'avenue François-Mignet. Il porte la station appelée La Rose - Technopôle de Château-Gombert avant de déboucher dans un dépôt.